# Gangavalli
Gangavalli là một thị xã panchayat của quận Salem thuộc bang Tamil Nadu, Ấn Độ.

## Địa lý
Gangavalli có vị trí 11°29′B 78°39′Đ / 11,48°B 78,65°Đ Nó có độ cao trung bình là 292 mét (958 feet).

## Nhân khẩu
Theo điều tra dân số năm 2001 của Ấn Độ, Gangavalli có dân số 10.584 người. Phái nam chiếm 50% tổng số dân và phái nữ chiếm 50%. Gangavalli có tỷ lệ 60% biết đọc biết viết, cao hơn tỷ lệ trung bình toàn quốc là 59,5%: tỷ lệ cho phái nam là 68%, và tỷ lệ cho phái nữ là 51%. Tại Gangavalli, 11% dân số nhỏ hơn 6 tuổi.